# Microsoft Flight Simulator
Microsoft Flight Simulator je letecký simulátor, vyvíjený firmou Microsoft. První verze byla uvedena na trh v roce 1982. Do hry je možné stáhnout mnoho doplňků, zejména letadel nebo letišť.

## Verze produktu
- 1982 – Flight Simulator 1.0
- 1984 – Flight Simulator 2.0
- 1988 – Flight Simulator 3.0
- 1989 – Flight Simulator 4.0
- 1993 – Flight Simulator 5.0
- 1995 – Flight Simulator 5.1
- 1996 – Flight Simulator 95
- 1997 – Flight Simulator 98
- 1999 – Flight Simulator 2000
- 2001 – Flight Simulator 2002
- 2003 – Flight Simulator 2004: A Century of Flight
- 2006 – Flight Simulator X
- 2012 – Flight
- 2020 – Flight Simulator 2020

### Flight Simulator 1.0
Tato verze byla vydána v listopadu 1982. Tato verze hry je velmi vzácná.

### Flight Simulator 2.0
- Vydán v roce 1984

Tato verze se příliš neliší od MSFS 1. Grafika byla zlepšena. Simulátor se rozkládá na území: USA, Havaj, Japonsko a část Evropy.

### Flight Simulator 3.0
- Vydán v polovině roku 1988.

Byla přidána další letadla jako např.: Learjet 25, Cessna Skylane a Sopwith Camel. Hráč se mohl dívat na letadlo i zvenku z tří různých úhlů.

### Flight Simulator 4.0
- Vydán v polovině roku 1989.

MSFS4 přinesl několik změn oproti MFS3. Zahrnovaly mimo jiné lepší modely letadel, programovatelné dynamické scenérie, letový provoz. Základní verze FS4 byla k dispozici i pro počítače Macintosh.

### Flight Simulator 5.0
- Vydán koncem roku 1993.

FS5 je první verze řady FS kde byly použity textury. To umožnilo dosáhnout mnohem vyšší míry reálnosti. Krajina byla rozšířena. Každé letadlo mělo svůj interiér (předchozí verze měla jeden kokpit, který byl trochu upraven pro každé letadlo).

### Flight Simulator 95
- Vydán v polovině roku 1996.

Byl vyvinut pro nový OS Windows 95. Přidána nova letadla jako třeba Extra 300. Byla přidány nové 3-D budovy jako Manhattan, Meigs atd. Nové letiště, krajina aj.

### Flight Simulator 98
- Vydán v polovině roku 1997.

Nabízí menší vylepšení oproti FS95. Přidán vrtulník Bell 206BIII JetRanger a další letadla. Bylo vytvořeno 45 podrobných měst, která se nacházela i mimo USA.

### Flight Simulator 2000
- Vydán ke konci roku 1999.

Byl vydán ve dvou verzích. Hra měla na svou dobu vysoké HW požadavky. Bylo přidáno 1700 letišť, takže hra dohromady obsahovala přes 2000 letišť po celém světě. Byla přidána nová letadla jako Concorde a Boeing 777. Poprvé byla přidána GPS.

### Flight Simulator 2002
- Vydán v říjnu, v roce 2001.

Kromě vylepšené grafiky byla ve Flight Simulator 2002 přidána ATC a AI letadla. Letadla měla virtuální 3D kokpit. Hráči si mohli stahovat aktuální počasí. Měl být vydán 11. září 2001, ale vzhledem k teroristickým útokům v New Yorku museli z všech kopii odstranit WTC, čímž se vydání pozdrželo.

### Flight Simulator 2004: A Century of Flight
- Vydán dne 29. července 2003.

Flight Simulator 2004: A Century of Flight, také známý jako FS9, byl dodáván s mnoha historickými letadly jako Wright Flyer, Ford Tri-Motor a Douglas DC-3 k připomenutí 100. výročí prvního letu. Zlepšené počasí (3D mraky), zlepšená grafika, vylepšené stahování aktuálního počasí, lepší ATC, lepší GPS aj.

### Flight Simulator X
Microsoft Flight Simulator X, také známý jako FSX, je druhá nejnovější verze Microsoft Flight Simulator po Flight Simulator 2004. Jedná se o první verzi, která je na DVD-ROM.

### Flight
- Vydán dne 29. února 2012.

Flight má 30 let po uvedení prvního leteckého simulátoru od Microsoftu přinést úplně jiný prožitek do hry. Hlavní snahou je přiblížit létání "univerzálnímu" hráči (proto z názvu vypadl dodatek Simulator). Kromě zlepšeného počasí, grafiky a nových letadel má být kladen důraz na zcela jinou koncepci prodeje. Simulátor bude provázán s platformou LIVE a řadu dodatků bude možno dokupovat nejen od firem třetích stran.

### Flight Simulator 2020
- Vydán dne 18. srpna 2020.

Microsoft Flight Simulator, nebo také MSFS2020, je nejnovější verze Microsoft Flight Simulator. Ve hře je simulována celá planeta Země pomocí textur a topografických dat z Bing Maps, trojrozměrné prvky jako terén, stromy, tráva, budovy a voda jsou generovány pomocí technologie Microsoft Azure. Jsou dostupné tři edice: Standard, Deluxe a Premium.